# 鬥陣俱樂部
是一部於1999年上映的美國黑色幽默劇情電影，改編自恰克·帕拉尼克的1996年小說《鬥陣俱樂部》，二十世紀福斯發行。為大卫·芬奇執導，並由吉姆·烏爾斯編劇，布拉德·皮特、愛德華·諾頓和海伦娜·博纳姆·卡特主演。劇情圍繞在一名因失眠症糾纏的大公司職員遇上了一個地痞商人泰勒，因此共同創立了“搏击俱乐部”。并卷入了与一个贫穷但迷人的女人玛拉·辛格（海伦娜·博纳姆·卡特饰）的关系。
电影公司高层并不喜欢这部电影，他们重组了芬奇原定的营销计划，以试图减少预期的损失。《搏击俱乐部》于1999年9月10日在第56屆威尼斯影展首映，并于1999年10月15日在美国由二十世纪福克斯发行。该电影在票房上未能达到电影公司的预期，并且收到了评论家的两极反应。它被评为1990年代最具争议和讨论度的电影之一。然而，《搏击俱乐部》后来在家庭影音发行后获得了商业成功，确立了它的邪典经典地位，并引发媒体重新审视这部电影。2009年，在其十周年纪念时，《纽约时报》称其为“我们时代的代表性邪典电影”。

## 劇情
主角是汽車召回員，工作和金錢都難以滿足他，而他也患有失眠，為解決此問題，他冒充其他疾病的病患，參與各種互助團體。在他遇見另一個冒充病患者瑪拉·辛格後，他在互助團體的幸福時光戛然而止，兩人協商分別參加不同團體。
在商務旅行返程途中，主角與肥皂商泰勒·德頓結識，主角回到公寓時，發現自己的家已被炸毀，他對物質上的損失感到沮喪。他打電話給泰勒並與他在酒吧見面，泰勒告訴主角，他被消費主義困住了。在停車場，泰勒要求主角打他，而兩人也因此互毆。
主角搬進泰勒的家，那是棟工業區的舊屋，他們在酒吧外不斷地互毆吸引了許多男子圍觀，之後眾人聚集在酒吧地下室，成立「鬥陣俱樂部」，定期聚會讓眾人彼此鬥毆。
瑪拉服藥過量並打電話向主角求助，主角無視瑪拉，但泰勒去她的公寓救了她。泰勒和瑪拉發生性關係，這嚴重刺激了主角，泰勒警告主角別跟瑪拉談及自己。主角威脅老闆交出公司資產以支持鬥陣俱樂部，之後他辭職了。
鬥陣俱樂部的成員逐漸增加，也包括主角在睪丸癌互助團體遇見的男子鮑伯。泰勒將成員聚集起來從事一項涉及反物質主義和反企業組織的「破壞計畫」，但不允許主角參與。主角對此計畫的成員從事的各種破壞行動越來越煩惱，並抱怨泰勒將他排除在外，而泰勒則透露他是將主角公寓炸毀的人。
鮑伯在某次破壞行動中被警方殺死，主角試圖阻止該計畫進行，他透過紙上跟蹤追查泰勒去過的城市，發現破壞計畫已遍及全國。在某個城市中，計劃中的某個成員將主角稱為「德頓先生」，主角對此感到困惑並打電話給瑪拉，發現瑪拉也認為自己是泰勒。泰勒出現在主角的旅館房間中，表示自己正是主角的另一人格；主角認為泰勒是自己在睡覺時所表現出來的個性。
主角失去了意識，當他清醒返家後，發現泰勒計畫摧毀銀行大樓之類包含信用卡紀錄的建築物來讓金融崩潰，他向瑪拉道歉後警告她身處於危險之中，希望她離得越遠越好，但瑪拉對主角的矛盾舉動感到困惑和不信任。主角試圖向警方自首，但警察也是破壞計畫的成員，他只好自己到某棟大樓內拆除炸彈，但被泰勒阻止。
在大樓頂層，泰勒用槍抵住主角，而主角意識到自己和泰勒是同一人，因此握槍者是自己。主角開槍射向自己的嘴，讓子彈從臉頰中穿出，泰勒死亡了，主角也不再投射出他的形象。破壞計畫的成員綁架了瑪拉，將他帶到大樓頂層。主角和瑪拉手牽著手，看著一棟又一棟高樓大廈爆炸傾頹。

## 演員
- 愛德華·諾頓 飾演 敘事者（the narrator）
- 布萊德·彼特 飾演 泰勒·德頓（Tyler Durden）
- 海伦娜·博纳姆·卡特 飾演 瑪拉·辛格（Marla Singer）
- 杰瑞德·莱托 飾演 天使臉（Angelface）

## 製作
本片的主體拍攝於1998年6月8日開始，於洛杉矶取景。

## 發行

### 評價
根據爛蕃茄上收集的162篇專業影評文章，其中128篇給出了「新鮮」的正面評價，「新鮮度」為79%，平均得分7.3分（滿分10分）。而基於另一影評網站Metacritic上的35篇評論文章，其中23篇予以好評，2篇差評，10篇褒貶不一，平均分為66（滿分100）。

### 榮譽
《鬥陣俱樂部》獲提名2000年奧斯卡最佳音效剪輯獎，但不敵《駭客任務》。海倫娜·寶漢·卡特則獲2000年帝國獎最佳女演員的殊榮。除此之外，電影入圍線上影評人協會的最佳電影、最佳導演、最佳男主角（愛德華·諾頓）、最佳剪輯和最佳改編劇本（吉姆·烏爾斯）。雖然沒有得到任何一個獎項，但該協會仍將其列入1999年十大電影之一。電影的配樂獲提名至全英音樂獎，但敗給《新娘百分百》。
美國電影學會：
- AFI百年百大電影台詞
  - 「鬥陣俱樂部的第一條規則是 - 你不談論鬥陣俱樂部」 - 提名[11]
- AFI百年百大電影十周年版 - 提名[12]

## 社會影響
2009年5月25日凌晨，美国纽约上東城區所羅門·古根漢美術館附近的一家星巴克咖啡館發生爆炸案，無人傷亡。一名17歲嫌犯於該年七月落網，據報載，該名嫌犯動機為模仿泰勒于片中攻擊大企業的行為。

## 审查
2022年1月，腾讯视频上架該片，但結尾的建築物爆炸場景被黑底白字所取代，字幕寫到警方迅速查清整個計劃，一舉將他們抓獲，阻止了炸彈的爆炸。此外，泰勒被送往精神病院接受心理治療，2012年出院。
原著小说作者恰克·帕拉尼克接受TMZ专访时表示，结尾修改后的中国版本，实际上更接近他书中的结尾。“具有讽刺意味的是，中国版结局与书的结局几乎完全一致，我的书中不是芬奇的结局，后者是更为壮观的视觉呈现。”帕拉尼克称：“所以在某种程度上，中国人把电影带回了书中。”帕拉尼克还称，他看到了许多美国人对中国版愤怒反应中的讽刺意味，因为他的书在美国很多地方都是禁书。他的许多海外出版商都篡改过这部小说，使他以电影版结尾的方式结束。
2022年2月，騰訊視頻恢復了電影原版結尾。

## 外部連結
- 互联网电影数据库（IMDb）上《Fight Club》的资料（英文）
- 爛番茄上《Fight Club》的資料（英文）
- Box Office Mojo上《Fight Club》的資料（英文）
- Metacritic上《Fight Club》的資料（英文）
- AllMovie上《Fight Club》的资料（英文）
- 豆瓣电影上《搏击俱乐部》的資料 （简体中文）